# Chiesa di San Giuseppe Benedetto Cottolengo (Genova)
La chiesa di San Giuseppe Benedetto Cottolengo è una chiesa parrocchiale di Genova che si trova nel quartiere San Fruttuoso, del III Municipio della città.

## Storia
Progettata dall'ingegnere Tommaso Carpi, venne iniziata nell'autunno del 1963, per essere completata e aperta al culto il 30 ottobre 1965 dall'arcivescovo cardinale Giuseppe Siri.
Gestita dai religiosi della Piccola opera della Divina Provvidenza di Don Orione, è dedicata a san Giuseppe Benedetto Cottolengo, fondatore della Piccola casa della Divina Provvidenza a cui don Orione si era ispirato.